# Lorraine-Dietrich Type FO
Der Lorraine-Dietrich Type FO ist eine Baureihe von Pkw-Modellen der 1900er Jahre. Dazu gehören Type CFO und Type TFO. Hersteller war Lorraine-Dietrich in Frankreich.

## Beschreibung
Das einzige Baujahr war 1908. Vorgänger war der Type EO und Nachfolger der Type GO.
Konstrukteur des Motors war Giustino Cattaneo, der für das italienische Partnerunternehmen Isotta Fraschini tätig war. Er entwickelte einen Vierzylinder-Reihenmotor. Er ist als T-Kopf-Motor ausgeführt. Jeweils zwei Zylinder sind paarweise zusammengegossen. 130 mm Bohrung und 150 mm Hub ergeben 7964 cm³ Hubraum. Der Motor war damals in Frankreich steuerlich mit 40/50 CV eingestuft.
Der Motor ist vorn längs im Fahrgestell eingebaut. Er treibt über ein Vierganggetriebe und Ketten die Hinterräder an. Die Bremse wirkt zeittypisch nur auf die Hinterachse.
Das Fahrgestell des Type CFO hat 3130 mm Radstand und jenes des Type TFO 3380 mm Radstand.
Ein Type CFO existiert noch als zweisitziger Phaeton.
Der Type FO 6 hat einen Sechszylindermotor mit gleichen Zylinderabmessungen.